# Cumia reticulata
Cumia reticulata is een slakkensoort uit de familie van de Colubrariidae. De wetenschappelijke naam van de soort is voor het eerst geldig gepubliceerd in 1829 door Blainville.